# آینه‌ها (موسیقی)
آینه‌ها (انگلیسی: Miroirs) یک سوئیت پنج موومانی برای ساز پیانو است که موریس راول آن را بین سال‌های ۱۹۰۴ و ۱۹۰۵ خلق کرده‌است.